# 白象勳章

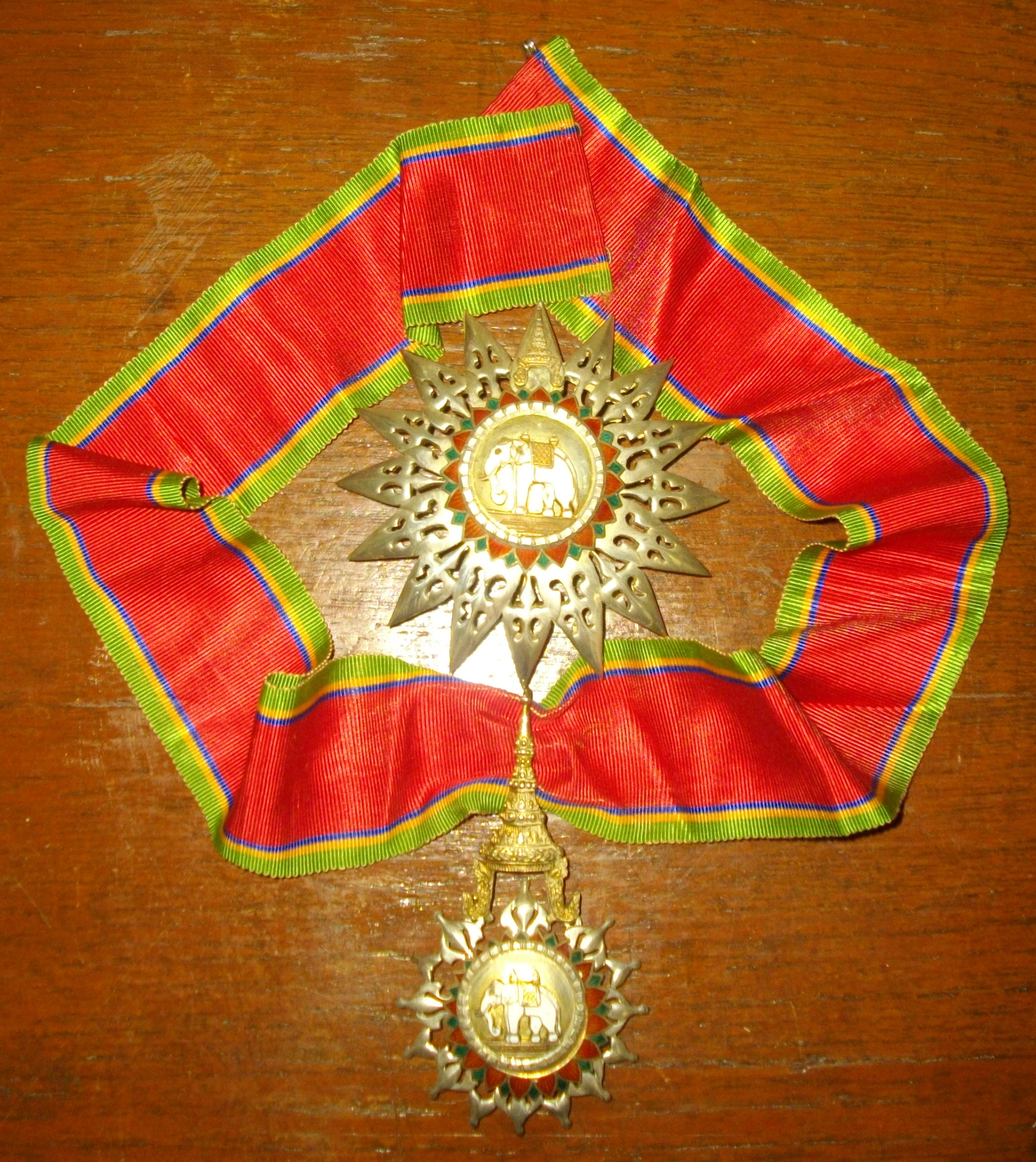
指揮者騎士章 （二等）

白象勳章，泰國的一種勳章，1861年由拉瑪四世創始，為外籍人士可獲得的最高榮譽。

## 等級
本勳章分為以下八個等級
- 大授騎士章 （特等）

泰語： (má-hăa bpon maa pon cháang-pèuak)
簡稱：
- 大十字騎士章 （一等）

泰語： (bprà-tà-măa-pon cháang-pèuak)
簡稱：
- 指揮者騎士章 （二等）

泰語： (tá-wee dtì yaa pon cháang-pèuak)
簡稱：
- 指揮者章 （三等）

泰語： (dtrì dtaa pon cháang-pèuak)
簡稱：
- 從者章（四等）

泰語： (jat-dtoo rá-tăa-pon cháang-pèuak)
簡稱：
- 成員章（五等）

泰語： (ben-jà maa pon cháang-pèuak)
簡稱：
- 金質章（六等）

泰語： (rĭan tong cháang-pèuak)
簡稱：
- 銀質章（七等）

泰語： (rĭan ngern cháang-pèuak)
簡稱：